# Ali Mahdi Mohammed

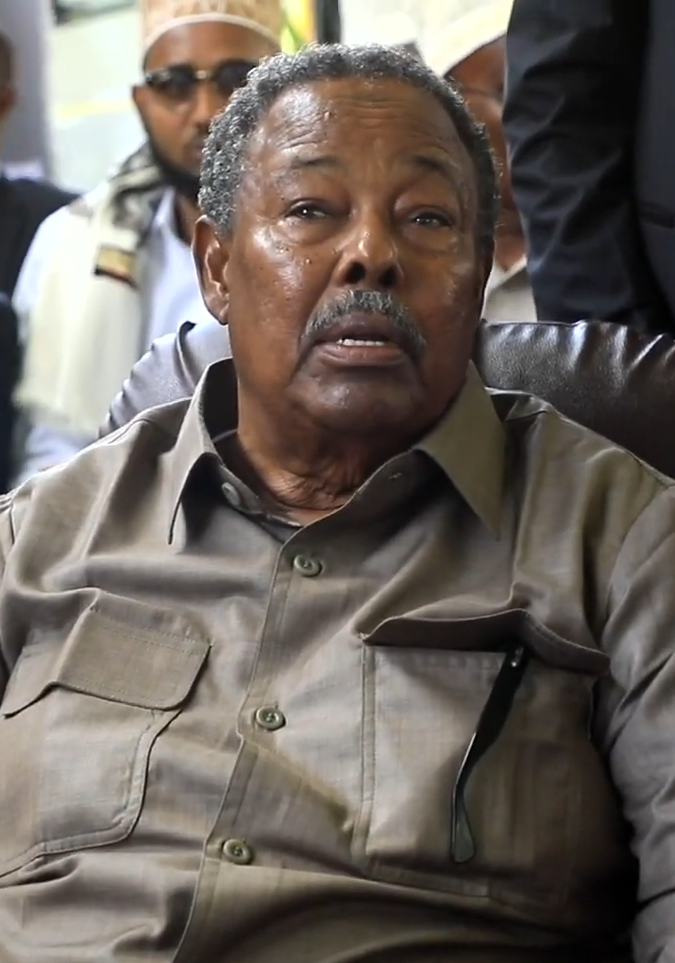
Ali Mahdi Mohammed (2020)

Ali Mahdi Mohammed (Somali Cali Mahdi Maxamed, arabisch علي مهدي محمد) (* 1939; † 10. März 2021 in Nairobi) war ein somalischer Politiker und Warlord, der sich 1991 nach dem Sturz des Diktators Siad Barre zum neuen Präsidenten des Landes ausrief. Die Namenswahl Mahdi sollte an einen früheren Nationalhelden Somalias, Mohammed Abdullah Hassan, erinnern.
Ali Mahdi Mohammed wurde  1939 geboren. Er wuchs in der landwirtschaftlich geprägten Stadt Jowahr auf. Seine Familie war Teil des Hawiye-Clans (somalisch: Harti Abgaal Agoonyar).
Obwohl Mahdi Vorsitzender des United Somali Congress (USC) war, der bei der Einnahme Mogadischus und dem Sturz Barrés die führende Rolle gespielt hatte, stieß sein Anspruch, daher automatisch zum neuen Präsidenten berufen zu sein, auf Widerstand seitens des USC-Milizführers Mohammed Farah Aidid. Noch 1991 kam es zur Spaltung des USC, der Hauptstadt und des Landes. Ein Bürgerkrieg begann, die UNOSOM konnte die rivalisierenden Parteien nicht versöhnen.
Obwohl sich Aidid nach dem Abzug der US-Truppen zum Gegenpräsidenten ausrufen ließ, wechselte sein wichtigster Geldgeber und Verbündeter, Osman Hassan Ali „Ato“, zu Mahdi über und bildete mit diesem sowie Abdullahi Yusuf Ahmed seit 1997 einen instabilen Staatsrat, in dem Mahdi nur mehr den Vorsitz ausübte, aber nicht als Präsident galt. Aidids Nachfolger und Verbündete bildeten eine Art Gegenregierung.
Mit der Einigung auf zwei weitere Übergangsregierungen bzw. Interimspräsidenten nach 2000 (siehe Übergangsregierung Somalias) verschwand Mahdi weitgehend in der Bedeutungslosigkeit.
Er starb am 10. März 2021 in der kenianischen Hauptstadt Nairobi.